# Tembetary
Tembetary es un antiquísimo barrio de Asunción, capital de Paraguay. Su nombre proviene del antiguo "Valle de Tembetary", que era el camino utilizado por los vecinos de Asunción hacia San Lorenzo del Campo Grande, donde se encontraban los campos de cría de ganado vacuno y caballar, ya desde la llegada del Segundo Adelantado del Río de la Plata, don Alvar Núñez Cabeza de Vaca, quien trajo al Paraguay y a la región las primeras siete vacas y el primer toro, hacia 1542.
Estaba enclavado en medio del Camino Real al Valle de Capi-í Pery. Durante la época colonial, era una zona rica en agricultura, y lo cruzaba el arroyo Tembetary (hoy mal llamado Mburicaó), así como dos lagunas de este nombre, la segunda Posta saliendo de Asunción, cercanas a la hoy cancha del Club Tembetary, las dos lagunas eran alimentadas por uno de los brazos del arroyo Tembetary, después de cruzar la hoy Avenida República Argentina.
El barrio alberga al Club Tembetary, así como al Tribunal Superior de Justicia Electoral y a la DISERMOV: Dirección del Servicio Militar. Limita con los barrios Los Laureles, Recoleta, Nazareth y Mburicaó.